# Claire-Clémence de Maillé

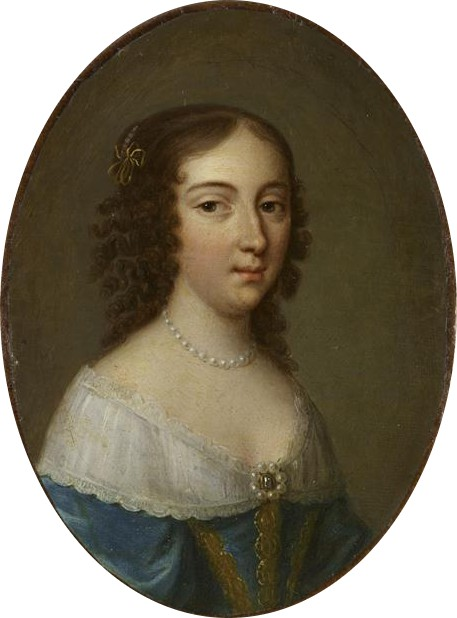
Claire-Clémence de Maillé, mademoiselle de Brézé.

Claire-Clémence de Maillé, född 25 februari 1628, död 16 april 1694, var en politiskt aktiv fransk adelsdam, prinsessa av Condé och hertiginna av Fronsac; gift 1641 med prins Louis II Condé. Hon deltog i det franska inbördeskriget Fronden. Hon var dotter till Urbain de Maillé, marskalk av Frankrike, och Nicole du Plessis de Richelieu, och systerdotter till kardinal Richelieu.

## Biografi
Claire-Clémence de Maillé förlovades med Louis II Condé vid fem års ålder i ett arrangerat äktenskap och togs sedan från sina föräldrar, varefter hon erhöll en mycket dålig utbildning av en fostermor. Vid tretton års ålder blev hon myndigförklarad och därefter bortgift med sin tjugoårige trolovade på Palais-Royal i Paris. Som prinsessa av Condé var hon från 1646 den kvinna i Frankrike som kom närmast i rang efter kungafamiljens kvinnliga medlemmar.
Condé, som hade många andra kärleksintressen, hade protesterat mot äktenskapet och tvingats till det av sin far. Relationen till maken blev mycket dålig, han spärrade in henne på Châteauroux med motiveringen att hon hade haft flera älskare, något som inte ansågs trovärdigt av samtiden. Hon ansågs i stället vara tråkig, dygdig och from och tappert uthärda sin makes förtryck.
Då Condé fängslades under Fronden 1650, tog hon kontrollen över hans parti, samlade hans anhängare och ledde dem i upproret mot kardinal Mazarin och arbetet för Condés frigivning. Hon gensköt Mazarin vid Milly-le-Meugon och höll honom kvar tills förstärkningar kunde nå fram från Spanien. Hon ledde upproret mot kungahuset med en energi, övertygelse, fromhet och en viljestyrka inför hot och fara som väckte allmän beundran.
År 1651 tvingades hon dock kapitulera inför regenten och kardinal Mazarin och följa sin man i exil till Spanska Nederländerna. År 1660 fick makarna Condé tillåtelse att återvända till Frankrike. År 1671 blev Claire-Clémence ertappad med att ha en sexuell förbindelse med en page och blev av sin make återigen inspärrad i Châteauroux, där hon satt inlåst resten av sitt liv.